# Dżabal Szammar
Emirat Dżabal Szammar (ar.إِمَارَة جَبَل شَمَّر) – historyczne państwo położone na Półwyspie Arabskim, na terenie obecnej Arabii Saudyjskiej, istniejące w latach 1836–1921. W 1921 anektowany przez Sułtanat Nadżdu i Krajów Zależnych, który po podboju pozostałych krajów na Półwyspie Arabskim utworzył w 1932 roku Królestwo Arabii Saudyjskiej.